# Trollfelsen

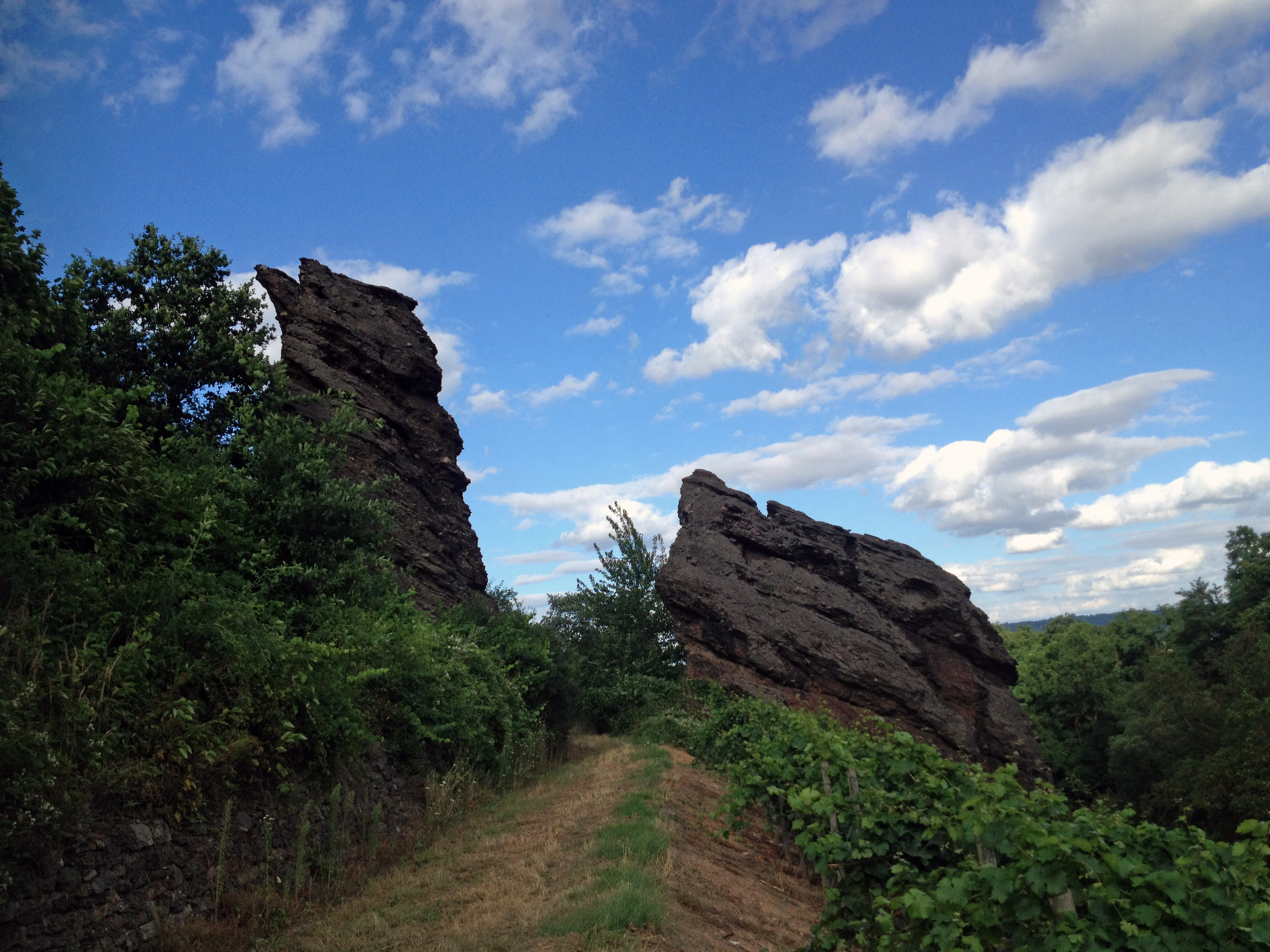
Trollfelsen bei Münster-Sarmsheim.

Die Trollfelsen sind eine Felsformation des Rotliegenden (eine Gesteinseinheit) bei Münster-Sarmsheim im Landkreis Bad Kreuznach in Rheinland-Pfalz. Sie sind die vorrangige Sehenswürdigkeit im Trollbachtal.

## Geologie
Die bis zu 15 Meter hohen Trollfelsen stellen die verwitterten Überreste eines Schwemmfächers dar, der sich während einer heißen und trockenen Klimaperiode während des Perm aus dem Hunsrück ins Saar-Nahe-Becken ergoss. Sie bestehen aus einem grobkörnigen Fanglomerat, das sich aus den unterdevonischen Gesteinen des Hunsrücks zusammensetzt. Das sind vor allem Quarzite, Sandsteine, Tonschiefer und Phyllite. Hinzu kommen Kalksteine, die aus einem mitteldevonischen Riff bei Stromberg stammen. Geologisch werden die Trollfelsen den Wadern-Schichten zugeordnet. Die Erosion formte aus dem klastischen Sedimentgestein Türme und bizarr anmutende Strukturen. Die drei auffälligsten Felsen werden „Nikolaus“, „Kamel“ und „Eierfelsen“ genannt.

## Ökologie
Die Trollfelsen markieren einen der trockensten und klimatisch wärmsten Punkte in Rheinland-Pfalz. Die steilen Felsen bieten besonders thermophilen Pflanzen einen Lebensraum. So siedelt hier die Grundblütige Segge (Carex halleriana), die erstmals 1934 von David Wiemann an dieser Stelle nachgewiesen wurde.
Unterhalb der Trollfelsen verläuft die Bundesautobahn 61.
Die Felsen werden auch als Klettergebiet genutzt, es gibt hier etwa 15 Routen der Schwierigkeitsgrade II - VII.